# Chiapaskonflikten
Chiapaskonflikten (spanska: Conflicto de Chiapas) syftar framför allt på Zapatistarméns för nationell befrielse uppror,. Det har sina rötter i urfolksamerikanernas historia i delstaten Chiapas i Mexiko.

### Fotnoter
1. ↑  sipaz.org/crono/proceng.htm Arkiverad 19 januari 2012 hämtat från the Wayback Machine.